# 2010년 문제
2010년 문제는 2009년 12월 31일에서 2010년 1월 1일로 넘어갈 때 날짜나 시각을 다루는 과정에서 오류가 일어난 문제로, Y2K+10 또는 Y2.01K라고도 한다.

## 원인
이 문제는 이진화 십진법(BCD)으로 숫자를 표현하는 시스템에서 일어났다. BCD에서 0-9는 0x00-0x09로 표현되고, 10이 되면 16진수에서 10을 나타내는 0x0A를 0x10으로 바꿔 표현하게 되는데, 이 과정에서 0x10을 BCD를 생각하지 않고 10진수로 변환하면 16이 된다.

## 사례
- 일부 SMS 시스템에서 날짜를 표현하는 데 BCD를 사용하는데, 이 시스템이 2010년이 되면서 2010년을 2016년으로 출력하는 문제가 발생하였다.

휴대전화에서 일어난 2010년 문제

 LG전자에서 생산된 문제의 일부 휴대폰은 펌웨어를 업그레이드함으로써 해결되었다.
- 독일 저축은행협회의 회원사들이 발행한 직불카드에서 IC 칩을 읽는 과정에서 날짜를 제대로 인식하지 못해 IC 칩을 읽지 못하는 문제가 있었다.[2]
- 시만텍의 소프트웨어 업데이트 시스템에서 2009년 12월 31일 이후의 날짜가 너무 오래된 날짜라고 판단하여 업데이트에 문제가 생기는 일이 일어났다.[2]
- 특정 스팸 메일 필터링 프로그램은 2010년에 발송된 메일을 스팸으로 분류하였다.
- 특정 현금 인출금기 및 카드 가맹점에서 카드 만료 기간이 지났다고 인식해 카드 사용이 거절되었다.

## 같이 보기
- 2000년 문제
- 2038년 문제
- 10000년 문제
- 10억 초 문제